# پرچم تراجنسیتی
پرچم تراجنسیتی یک پرچم افتخار است که دارای پنج خط افقی سه رنگ است. آبی روشن، صورتی و سفید. این توسط یک زن ترنس آمریکایی با نام مونیکا هلمز در سال ۱۹۹۹ طراحی شد تا نماینده جامعه، سازمان‌ها و افراد ترنسجندر باشد.
مشابه با پذیرش جهانی تعدادی از پرچم‌های هویتی خاص توسط جامعه دگرباشان جنسی در سراسر جهان، از جمله پرچم رنگین کمان، پرچم افتخار تراجنسیتی در سراسر جهان برای نشان دادن جامعه تراجنسیتی استفاده می‌شود، با این‌حال چندین پرچم دیگر نیز توسط افراد، سازمان‌ها و جوامع مختلف تراجنسیتی مورد استفاده و تأیید قرار گرفته‌است. جایگزین‌هایی برای این پرچم‌ها پیشنهاد شده و همچنان وجود دارد، و پرچم‌های مختلف برای نشان دادن افتخار، تنوع، حقوق و/یا یادآوری تراجنسیتی‌ها توسط افراد ترنس، سازمان‌ها، گروه‌ها و حامیان آنها استفاده می‌شوند.